# Marcus Túlio Tanaka
Marcus Túlio Tanaka (田中 マルクス 闘莉王 Tanaka Marukusu Tūriō?), (Palmeira d'Oeste, São Paulo, 24 de abril de 1981) es un exfutbolista japonés. Jugaba como defensa y su último club fue el Kyoto Sanga de la Japón.

## Trayectoria
Marcus Túlio Tanaka nació en el municipio de Palmeira d'Oeste, en el estado de São Paulo, de padre nipón-brasileño y de madre italo-brasileña. Llegó a Japón a la edad de 15 años y se matriculó en el centro de enseñanza secundaria de la prefectura de Chiba, pese a que no dominaba el idioma. “Estaba muy solo en aquella época y, después del colegio, no me quedaba más remedio que jugar al fútbol sin más compañía que el bidón”, recuerda. Durante su estancia en el centro de enseñanza secundaria Shibuya Makuhari, Tulio aprendió a hablar japonés e hizo grandes progresos en el fútbol. Cuando terminó los estudios, el muchacho firmó un contrato con el club Sanfrecce Hiroshima e irrumpió en los escenarios profesionales.
Debutó con su equipo en la temporada de 2001. Las cualidades por las que destacaba este zaguero de 1,85 de estatura eran su poderío físico, su punto de fiereza en la defensa y su magnífico quite. Un gol en 17 partidos durante su primer año y otra diana en 22 encuentros durante el segundo le auguraban un gran futuro.
Cuando el Sanfrecce Hiroshima descendió a la J. League Division 2 en 2002, cedió a Tulio a un club muy modesto, el Mito HollyHock. Sin embargo, el traspaso resultó de lo más positivo para su carrera. Su entrenador de entonces era Hideki Maeda, defensa expeditivo en la década de 1980 y capitán de la selección absoluta de Japón. Bajo su dirección, el estilo rudo de Tulio se transformó en un juego fino y elegante con tanta rapidez que el muchacho llegó a marcar diez goles en 42 partidos durante su única temporada en el Mito HollyHock.
Tulio consiguió la nacionalidad japonesa en 2003 y, al año siguiente, fichó por uno de los clubes más importantes del país, el Urawa Red Diamonds. También formó parte de la selección que representó a Japón en los Juegos Olímpicos de Atenas 2004.

## Selección nacional
Ha sido internacional con la selección de fútbol de Japón, jugando 43 partidos y ha anotado 8 goles.

### Participaciones en fases finales
| Torneo                         | Sede      | Resultado        | Partidos | Goles |
| ------------------------------ | --------- | ---------------- | -------- | ----- |
| Juegos Olímpicos de 2004       | Atenas    | Primera fase     | 3        | 0     |
| Copa Mundial de Fútbol de 2010 | Sudáfrica | Octavos de final | 4        | 0     |

## Trayectoria

### Clubes
| Club                      | País  | Año         |
| ------------------------- | ----- | ----------- |
| Sanfrecce Hiroshima       | Japón | 2001 - 2003 |
| Mito HollyHock (préstamo) | Japón | 2003        |
| Urawa Red Diamonds        | Japón | 2004 - 2009 |
| Nagoya Grampus            | Japón | 2010 - 2016 |
| Kyoto Sanga               | Japón | 2017 - 2019 |

### Selección nacional
| Selección | País  | Año         |
| --------- | ----- | ----------- |
| Sub-23    | Japón | 2003 - 2004 |
| Absoluta  | Japón | 2006 - 2010 |

## Palmarés

### Campeonatos nacionales
| Título               | Club               | País  | Año  |
| -------------------- | ------------------ | ----- | ---- |
| Copa del Emperador   | Urawa Red Diamonds | Japón | 2005 |
| J. League Division 1 | Urawa Red Diamonds | Japón | 2006 |
| Copa del Emperador   | Urawa Red Diamonds | Japón | 2006 |
| Supercopa de Japón   | Urawa Red Diamonds | Japón | 2006 |
| J. League Division 1 | Nagoya Grampus     | Japón | 2010 |
| Supercopa de Japón   | Nagoya Grampus     | Japón | 2011 |

### Copas internacionales
| Título                      | Club                         | País  | Año  |
| --------------------------- | ---------------------------- | ----- | ---- |
| Liga de Campeones de la AFC | Urawa Red Diamonds           | Japón | 2007 |
| Copa Kirin                  | Selección de fútbol de Japón | Japón | 2007 |
| Copa Kirin                  | Selección de fútbol de Japón | Japón | 2008 |
| Copa Kirin                  | Selección de fútbol de Japón | Japón | 2009 |

(*) Incluyendo la selección

### Distinciones individuales
| Distinción                  | Año  |
| --------------------------- | ---- |
| Futbolista del año en Japón | 2006 |
| XI de la J. League          | 2004 |
| XI de la J. League          | 2005 |
| XI de la J. League          | 2006 |
| XI de la J. League          | 2007 |
| XI de la J. League          | 2008 |
| XI de la J. League          | 2009 |
| XI de la J. League          | 2010 |
| XI de la J. League          | 2011 |
| XI de la J. League          | 2012 |